# Maitland (Nouvelle-Galles du Sud)
Pour les articles homonymes, voir Maitland.
Maitland est une ville australienne située dans la zone d'administration locale du même nom, dont elle est le siège administratif, dans l'État de Nouvelle-Galles du Sud.

## Géographie
Maitland est située dans la partie basse de la vallée de l'Hunter à l'est de la Nouvelle-Galles du Sud et fait partie de la banlieue de Newcastle, située à 30 km au sud-est. Elle se trouve à environ 200 km au nord de Sydney.

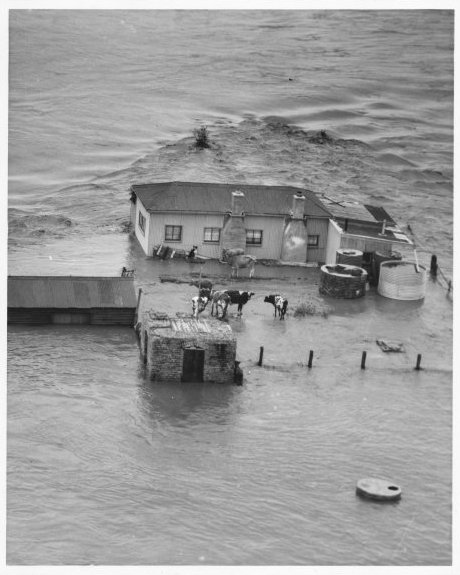
Les inondations de 1955 à Maitland.

Elle est régulièrement soumise à de très graves inondations de la rivière et ce malgré le renforcement régulier des digues qui protègent la ville. Alors que la rivière peut être à sec en période d'extrême sécheresse, elle peut provoquer de très grands dégâts.
Une alerte demandant l'évacuation de la ville a été lancée le 10 juin 2007, la rivière risquant d'atteindre une cote de 11,4 m et passer par-dessus les digues, ce qui ne s'est finalement pas produit. Mais cette crue a fait tout de même neuf morts.

### Climat
Maitland a un climat subtropical humide (Köppen: Cfa) avec des étés chauds et des hivers doux et relativement secs. La pluviométrie est modérée: 838,1 mm par an, avec 126.6 jours pluivieux sans une saison sèche. La ville a 90.3 jours clairs et 124.9 jours nuageux annuellement. La température la plus élevée enregistrée est de 44,5 ºC le 18 janvier 2013 et le 21 février 2004, tandis que la température la plus basse est de −4,5 ºC le 24 août 2003.
| Mois                                | jan. | fév.  | mars | avril | mai  | juin | jui. | août | sep. | oct. | nov. | déc. | année |
| ----------------------------------- | ---- | ----- | ---- | ----- | ---- | ---- | ---- | ---- | ---- | ---- | ---- | ---- | ----- |
| Température minimale moyenne (°C)   | 18,2 | 18    | 16,1 | 12,3  | 8,3  | 6,7  | 5,5  | 5,6  | 8,4  | 11   | 14,5 | 16,4 | 11,8  |
| Température maximale moyenne (°C)   | 30,2 | 29,4  | 27,7 | 24,5  | 21,4 | 18,4 | 18   | 20   | 23,2 | 25,7 | 27   | 28,8 | 24,5  |
| Record de froid (°C)                | 8,4  | 9,8   | 7    | 0,7   | −0,9 | −1,8 | −3,5 | −4,5 | 0    | 3    | 3,4  | 5,3  | −4,5  |
| Record de chaleur (°C)              | 44,5 | 44,5  | 40   | 36    | 29,5 | 24,6 | 24,8 | 30,5 | 35,2 | 39,5 | 43   | 42,2 | 44,5  |
| Précipitations (mm)                 | 78   | 104,6 | 85,5 | 94    | 59   | 85,1 | 42,5 | 35,7 | 48,1 | 56,4 | 81   | 67,6 | 838,1 |
| Nombre de jours avec précipitations | 10,8 | 11,3  | 11,2 | 12    | 10,2 | 12,8 | 9,8  | 8,3  | 8,8  | 8,9  | 12   | 10,5 | 126,6 |
| Humidité relative (%)               | 52   | 58    | 59   | 58    | 57   | 61   | 57   | 48   | 48   | 50   | 54   | 52   | 54    |

## Histoire
Avant l'arrivée des Européens, la région était habitée par les Wonnarua. Les premiers colons britanniques s'y installent vers 1820.

## Personnalités
Alfred Smyth, figure du mouvement anti-colonial aux Samoa néo-zélandaises, y naît en 1879.

## Démographie
| Année | Population |
| ----- | ---------- |
| 2016  | 78 015     |
| 2021  | 89 597     |